# 艾昂縣 (猶他州)
艾昂縣（英語：Iron County）是位於美国犹他州西南部的一個縣，西鄰内华达州，面積8,552平方公里，根據2020年美國人口普查數字，共有人口57,289人。縣治帕羅宛（Parowan）。該縣成立於1850年1月31日，縣名源自當地豐富的铁矿。